# Anthus pseudosimilis
Anthus pseudosimilis ("kimberleypiplärka", officiellt svenskt trivialnamn saknas) var tidigare en afrikansk fågelart familjen ärlor inom ordningen tättingar. En omvärdering av typexemplaret samt andra insamlade exemplar 2014 visar dock att ett av dem i själva verket är en afrikansk piplärka (A. cinnamomeus), fem exemplar går inte att skilja från långnäbbad piplärka (A. similis) och ett sjunde är egentligen en bergpiplärka (A. hoeschi). De allra flesta taxonomiska auktoriteter behandlar därför inte längre pseudosimilis som en god art.